# Federico Di Francesco
Federico Di Francesco (Pisa, 14 de junho de 1994) é um futebolista profissional italiano que atua como meia.

## Carreira
Federico Di Francesco começou a carreira no Pescara.